# Norfolk (New York)
Norfolk è un comune degli Stati Uniti d'America, situato nello stato di New York, nella contea di St. Lawrence.